# Mulaj Abdalláh
Mulaj Abdallah (30. července 1935, Rabat – 20. prosince 1983, Rabat) byl marocký princ, syn krále Muhammada V.

## Život
Narodil se 30. července 1935 v Rabatu jako syn sultána Muhammada V. a jeho manželky Lally Ably bint Tahar.
Dne 9. listopadu 1961 se oženil s Lamiou Solh, s dcerou Riada Al Solh, prvního premiéra Libanonu. Spolu měli tři děti:
- princ Mulaj Hišam
- princezna Lalla Zineb
- princ Mulaj Ismaíl

Zemřel 20. prosince 1983 v Rabatu na rakovinu.

## Vyznamenání
- velkokřží Řádu čestné legie – Francie, 1963
- velkokříž Řádu trůnu – Maroko, 1963
- Pamětní medaile 2500. výročí založení Perské říše – Írán, 14. října 1971[2]
- čestný rytíř-komandér Královského Viktoriina řádu – Spojené království, 27. října 1980[3]